# Tim Dodd
Tim Dodd (nacido el 27 de febrero de 1985), también conocido como  Everyday Astronaut, es un comunicador de ciencia, fotógrafo, y músico. Después adquirir popularidad con su con sus fotos relacionadas con la temática espacial, Dodd fue contratado por Spaceflight Now para fotografiar las misiónes de carga CRS-3 de SpaceX a la Estación Espacial Internacional el 18 de abril de 2014, el vuelo de Prueba del Orion de NASA EFT-1 el 5 de diciembre de 2014, el lanzamiento del GPS de la Fuerza de Aire de los Estados Unidos 2F-9, y la misión de la nasa NASA  OA-6 el 23 de marzo de 2016. Actualmente posee su canal propio de YouTube dónde cubre eventos relacionados con el actividades espaciales, incluyendo retransmisiones en vivo de lanzamientos, explicaciones de tecnología de lanzamiento espacial y  entrevistas con profesionales en la industria de lanzamientos. Ha entrevistado dos veces a Elon Musk. Es también parte del podcast Our Ludicrous Future con Joe Scott, del canal de Youtube Answers with Joe y Ben Sullins, del canal de YouTube del mismo nombre.

## The Everyday Astronaut
Dodd trabajó como mecánico de motocicletas y como fotógrafo, donde su fuente principal de ingresos era ser fotógrafo en bodas. Su planificación como fotógrafo dejó mucho tiempo libre, y  empezó utilizar este tiempo libre para implicarse más en la fotografía de cohetes.
En 2013, adquirió un traje de vueltos de altitud ruso de color naranja en una subasta on-line y más tarde tomó fotos de él en el traje en un lanzamiento de cohete en 2014 en Cabo Canaveral, Florida, como broma. A finales de 2016, debido al descontento con la fotografía como su medio principal de ocupación continuó impulsando sus redes sociales como "Everyday Astronaut" en Instagram y Twitter. En 2017, creó un canal de YouTube en el que educa sobre vuelos espaciales, y esto se convertiría en su ocupación primaria.
En 2019, pegatinas de "Everyday Astronaut" se llevaron hasta la Estación Espacial Internacional y se fotografiaron en la cúpula de la ISS. A comienzos de 2019, subió una entrevista en exclusiva con Elon Musk de SpaceX y el administrador de NASA Jim Bridenstine que tuvo un gran número de visitas en YouTube.
En 2021 subió una charla con en CEO de Rocket lab Peter Beck
Ha declarado que su eslogan es "trayendo el espacio a la tierra para gente cotidiana."

## Vida personal
Dodd es del estado de Iowa. Él actualmente vive y tiene un estudio allí, y el 24 de marzo de 2021, preparó un segundo estudio en Boca Chica (Texas), (apropiadamente llamado" M.A.R.S. Estudio B [Martian Aeroespace Reconnaissance Studio]) para retransmitir lanzamientos de prueba del prototipo SpaceX Starship. Este segundo estudio está sólo a cinco millas del lugar de lanzamiento Boca Chica (Texas) de SpaceX. En su sitio web, everydayastronaut.com, se pueden encontrar artículos e información sobre próximos lanzamientos espaciales. El sitio también tiene artículos a la venta y ropa relacionados con los lanzamientos espaciales, así como algunas de sus fotografías. Dodd es también compositor de música, y creó el álbum, titulado Presión Aerodinámica Máxima, y un EP, titulado 27 Merlins (titulado como referencia al Falcon Heavy de Spacex con 27 motores Merlin), dicha música fue escrita para la secuencia de eventos del lanzamiento del Falcon Heavy.